# MAN (アニメ)
MAN（まん）は、ロンドンのクリエイター・スティーブ・カッツが制作した短編アニメーションである。

## MAN (2012年のアニメ)

### 概要
MANは、2012年12月22日にYouTube上で公開されたスティーブ・カッツによる3分36秒の短編アニメーションで、FlashとAfter Effectで制作され、Edvard Griegの『In the Hall of the Mountain King』を音楽に使った作品でとなっている。
人類が海や森などの自然環境や、昆虫や動物などを平然と破壊していき、天然資源を大量消費し、最終的に地球を巨大なゴミの山にしてしまうほどの自然破壊を平然と気が付かないうちに行ってきたという50万年に渡る歴史を、右から左に歩いていく人物の軌跡を辿りながら、言語を用いずに風刺的に3分間のアニメーションとして表現した作品である。同作のYouTubeでの再生回数は、5050万回を超えている（2021年5月現在）。

### 内容
物語は、現在から50万年前の世界から始まる。WELCOMEの文字の入ったTシャツを着た人間が、自然や動物を射撃・乱獲・殺戮し、自然破壊を行っていく裏腹で、どんどんと経済発展していくが、ゴミを出しすぎた結果、ゴミの山が出来るほどになる。最後は、ゴミの山で王様気分で椅子に座りながら葉巻を吹かしていた男は謎の生命体に踏みつぶされて、物語は終了する。

## MAN 2020 (2020年のアニメ)

### 概要
MAN 2020は、2020年4月27日にYouTube上で公開されたスティーブ・カッツによる1分5秒の短編アニメーションで、前作と同じくEdvard Griegの『In the Hall of the Mountain King』を音楽として採用している。
同作は、2012年のMANを、新型コロナウイルスによって、もう一つの人類にとっての危機に陥った2020年当時の状況に合わせてアップデートしたものとなっている。
一説にはこのショートアニメは人間が自覚しないうちに、自然にとっての天敵のような存在となってしまったことを表していると指摘しているものもある。
同作のYouTubeでの再生回数は、840万回を超えている（2021年5月現在）。

### 内容
新型コロナウイルスによるパンデミックの影響で、主人公の男を含め、人類は家で過ごすことを余儀なくされた。2012年の『MAN』で描かれた世界とは対照的に『MAN 2020』の世界観では海洋汚染を始めとした環境破壊は減り、動物や自然は本来のバランスの取れた美しい姿を取り戻しつつあった。しかし、主人公がそのうち家から出てきて、自然は活気を見せなくなり、前作の冒頭と同じく主人公の男が昆虫を踏み潰すところで物語は終了する。